# Federico Barba
Federico Barba (Roma, 1 de setembro de 1993) é um futebolista italiano que atua como zagueiro. Atualme

## Carreira
Federico Barba começou a carreira no Grosseto.